# 局部発振器
局部発振器（きょくぶはっしんき、英: local oscillator）は、スーパーヘテロダイン受信機などにおいて、周波数変換のための信号を発生する発振器のことである。
元の信号が通信の相手方（リモート）で発生されているものであるのに対し、受信側（ローカル）で信号を発生させるものであることから、この名がある。

## 概要
元の信号の周波数の値から、変換先の周波数の値ぶん高い周波数、あるいは低い周波数の正弦波を局部発振器で発生する。これを混合器で混合すると、入力信号と局部発振の周波数の差と和の信号が生成される。これをヘテロダインと呼ぶ。通常、周波数の差である低い周波数のほうを出力として利用し、これを入力信号の周波数の変換とみて、周波数変換（英: frequency conversion）と言う。差の周波数で変動するうなりに似ているが、うなりは振幅の和で起こるものであるのに対し、ヘテロダインは積によるものなので注意。うなりでは周波数の和は出てこない。
ダブルコンバージョンやトリプルコンバージョンと言うが、複数個の局部発振器を利用し、複数回の変換をおこなうこともある。
歴史的には、アナログ時代の受信機で局部発振器をよく使っていた（1980年代以降、ダイレクトコンバージョンが見直され実用的に使われるようになった）。非線形光学の発展により、同じ手法と原理を {\displaystyle 10^{15}} Hz の光信号でも使っている。